# Claytosmunda
Claytosmunda, monotipaski rod pravih paprati iz porodice Osmundaceae. 
Jedina vrsta je C. claytoniana sa dvije podvrste iz istočne Azije i Sjeverne Amerike.

## Podvrste
1. Claytosmunda claytoniana subsp. claytoniana; Sjeverna Amerika
2. Claytosmunda claytoniana subsp. vestita (Milde) comb. ined.; Azija

## Sinonimi
- Osmunda subgen.Claytosmunda Y.Yatabe, N.Murak. & K.Iwats
- Osmunda claytoniana L.